# Your Song (Rita Ora)
Your Song è un singolo della cantante britannica Rita Ora, pubblicato il 26 maggio 2017 come primo estratto dal secondo album in studio Phoenix.

## Descrizione
Il singolo è stato scritto da Ed Sheeran e Steve Mac, mentre la produzione è stata curata da quest'ultimo.

## Video musicale
Il video musicale, diretto da Michael Haussman e girato a Vancouver, è stato pubblicato sul canale Vevo della cantante il 22 giugno 2017.

## Tracce
Download digitale
1. Your Song – 3:01 (Ed Sheeran, Steve Mac)

Download digitale – Acoustic
1. Your Song (Acoustic) – 3:01

Download digitale – Remixes
1. Your Song (Disciples Remix) – 5:34
2. Your Song (Cheat Codes Remix) – 3:35
3. Your Song (feat. Burna Boy [TeamSalut Remix]) – 4:00

## Classifiche

### Classifiche settimanali
| Classifica (2017) | Posizione massima |
| ----------------- | ----------------- |
| Australia         | 12                |
| Austria           | 10                |
| Belgio (Fiandre)  | 6                 |
| Belgio (Vallonia) | 17                |
| Canada            | 68                |
| Croazia           | 5                 |
| Danimarca         | 19                |
| Finlandia         | 30                |
| Francia           | 48                |
| Germania          | 13                |
| Irlanda           | 4                 |
| Islanda           | 8                 |
| Italia            | 64                |
| Lussemburgo       | 7                 |
| Norvegia          | 27                |
| Nuova Zelanda     | 28                |
| Paesi Bassi       | 18                |
| Portogallo        | 50                |
| Regno Unito       | 7                 |
| Repubblica Ceca   | 16                |
| Slovacchia        | 12                |
| Spagna            | 40                |
| Stati Uniti       | 123               |
| Svezia            | 24                |
| Svizzera          | 13                |
| Ungheria          | 29                |

### Classifiche annuali
| Classifica (2017) | Posizione massima |
| ----------------- | ----------------- |
| Australia         | 44                |
| Austria           | 34                |
| Belgio (Fiandre)  | 28                |
| Belgio (Vallonia) | 73                |
| Danimarca         | 71                |
| Germania          | 27                |
| Paesi Bassi       | 65                |
| Regno Unito       | 31                |
| Svezia            | 84                |
| Svizzera          | 48                |